# Seznam propadlih držav
Seznam držav, ki ne obstajajo več (so propadle, razpadle ...).

## A
- Aachen (1648-1721)
- Abesnija (1896-1936)
- Acre (1899-1903)
- Anglija (1042-1709)
- Aragonija (ok. 1000-1469)
- Asir (1919-1925)
- Avstro-Ogrska (1867-1918)

## B
- Baskovska republika (1936-1937)
- Batavska republika (1795-1806)
- Bavarska (1648-1871)
- Biberach (1648-1721)
- Biafra (1967-1970)
- Bizantinsko cesarstvo (395-1453)

## C
- Cisalpinska republika (1797-1802)
- Cispadanska republika (1796-1797)

## Č
- Češkoslovaška (1918-1938 in 1945-1992; od 1960 Češkoslovaška socialistična republika-ČSSR, od 1990 Češkoslovaška federativna republika-ČSFR)

## D
- Dansko - Norveška
- Darmstadt (1648-1721)
- Demokratična federativna Jugoslavija (1945-1946)
- Država Slovencev, Hrvatov in Srbov (1918)
- Državna skupnost Srbije in Črne gore (2003-2006)

## F
- Federativna ljudska republika Jugoslavija (1946-1963), nato SFRJ (1963-1991)

## H
- Heilbronn
- Hejaz (1917-1926)
- Helvetska republika (1798-1803)

## I
- Imperij Kanem-Bornu
- Italijanska republika (Napoleonova) (1802-1805)

## J
- Jugoslavija (1918-1991/2?)
- Južni Jemen (1967-1990)
- Južni Kasai (1960-1964)
- Južni Vietnam (1954-1976)

## K
- Katalonija (1932-1938)
- Katanga (1960-1964)
- Kraljevina Črna gora (1910-1918 in 1941-1943)
- Kraljevina Srbija (1882-1918)
- Kraljevina Jugoslavija (1929-1945)
- Kraljevina Srbov, Hrvatov in Slovencev (1918-1929)

## L
- Ljudska demokratična republika Jemen
- Ljudska republika Kongo (1964-1966)
- Ljudska republika Bolgarija
- Ljudska republika Mongolija
- Ljudska republika Madžarska
- Ljudska republika Poljska
- Ljudska socialistična republika Albanija

## M
- Mainška republika (1793)
- Mongolski imperij (1206-1368)
- Mogulski imperij (1526-1857)
- Moskovija (1480-1547)
- Murska republika (1919)

## N
- Nemška demokratična republika (1949-1990)

## O
- Otomansko cesarstvo (1299-1923)

## P
- Papeška država (ok.1200-1309 in 1377-1870)
- Papeška država (v Avinjonu) (1309-1377)
- Passauska škofija (1648–1806)
- Perzija (1794-1925)
- Perzijski imperij (ok. 700 pr. n. št.-333 pr. n. št.)
- Posarje (1946-1957)
- Provinca Buenos Aires (1852-1859)
- Prusija (1525-1871)
- (Reška država, 1920-24)

## R
- Ravensburg (1648-1721)
- Republika Krakov (1815-1846)
- Republika obeh Narodov (1569-1795)
- Republika Rio Grande (1840)
- Republika Teksas (1836-1845)
- Rimska republika (509 pr. n. št.-51 pr. n. št.)
- Rimsko cesarstvo (7.stoletje pr. n. št.-509 pr. n. št. in 27 pr. n. št-476)
- Rotherburg (1648-1721)
- Rusko carstvo (1547–1721) oz. Ruski imperij (1721-1917)
- Rutenija (1939)

## S
- Safavidski imperij (1501-1628)
- Salzburška nadškofija (1648-1806)
- Schwerin (1648-1721)
- Senegambija (1982-1989)
- Severni Jemen
- Sienska republika (1454-16. stoletje)
- Socialistična federativna republika Jugoslavija (1963-1992)
- Songajski imperij
- Srbska Krajina (1991-1995)
- Svobodna država Reka (1920-1924)
- Svobodna država Kongo (1960-1971)
- Svobodno mesto Danzig (1807-1815, 1920-1939)
- Svobodno mesto Frankfurt (1648-1721)
- Svobodno tržaško ozemlje (1947-1954)

## Š
- Škotska (ok.100 n. št.-1707)

## T
- Tanganjika (1961-1964)
- Tibet (756–1720)
- Transpadanska republika (1796-1797)
- Tretji rajh (1933-1945)

## U
- Ulm
- Užička republika

## V
- Velika Kolumbija (1819-1830)
- Velika litovska kneževina (14. stoletje-1795)
- Velika republika Srednja Amerika
- Velika vojvodina Finska (1809–1917)
- Vojvodina Brunšvik-Lüneburg (1648-1721)
- Vojvodina Kalenberg (Hannover) (1648-1871)
- Vojvodina Lucca (1454-1805)
- Vojvodina Transilvanija
- Vojvodina Varšava (1807-1815)
- Vojvodina Würtemberg (1648-1871)
- Volilna kneževina Saška (1648-1871)
- Vzhodna Nemčija (1949-1989)
- Vzhodna Rumelija (1878-1912)

## W
- Wales (ok. 500-1295)
- Weimarska republika (1919-1933)

## Z
- Zahodna Bosna (1993-1995)
- Zahodni Irian (1960-1963)
- Zair(e) (1971-1997)
- Zahodna nemčija (1949-1990)
- Zanzibar (1963-1964)
- Združena arabska republika (1958-1961)
- Ruska sovjetska federativna socialistična rerpublika/Zveza sovjetskih socialističnih republik (1918/1922-1991)
- Zvezna republika Jugoslavija (1992-2003)